# Gale Gillingham
Gale Gillingham (3 de fevereiro de 1944 — 20 de outubro de 2011) foi um jogador profissional de futebol americano estadunidense.

## Carreira
Gale Gillingham foi campeão do Super Bowl II jogando pelo Green Bay Packers.